# Benito Júarez Dos (La Polla)
La localidad de Benito Júarez Dos también conocida como "La Polla", fue un campamento chiclero y sede de uno de los Registro Civiles más importantes de la zona, está situada en el Municipio de Escárcega en el Estado de Campeche. Hay 258 habitantes. Dentro de todos los pueblos del municipio, ocupa el número 26 en cuanto a número de habitantes. Benito Júarez Dos está a 90 metros de altitud 

## Historia
Lo que hoy es Benito Juárez Dos anteriormente era un campamento chiclero en diferentes lugares, cada campamento tenía un nombre de animal, este era llamado "La Polla" y tras la Dotación del Ejido los Ejidatarios decidieron ponerle Benito Juárez Dos 
Cambio de Nombre en 2012
La Comunidad Aunque legalmente siempre fue llamada Benito Juárez Dos el Gobierno siempre la reconoció con su apodo Benito Juárez La Polla. Fue hasta el año 2012 que le fue cambiado el nombre a Benito Juárez Dos y como pronombre La Polla 
Sede del Registro Civil
Benito Júarez Dos fue sede de unos de los registros civiles más importantes. Dicho registro pertenecía a la oficialía 02 , el Juez fue Manuel Jesús Poot Guillermo de 1975  hasta su Fallecimiento.